# جيفري دبليو. بولوك
جيفري دبليو. بولوك (بالإنجليزية: Jeffrey W. Bullock)‏ هو سياسي أمريكي، ولد في 1960 في ديلاوير في الولايات المتحدة. حزبياً، نشط في الحزب الديمقراطي. وقد انتخب Secretary of State of Delaware ‏.